# Natàlia Arroyo Clavell
Natàlia Arroyo Clavell (Esplugues de Llobregat, Baix Llobregat, 14 d'abril de 1986) és una exfutbolista, periodista i entrenadora de futbol catalana.
Formada al planter del Futbol Club Barcelona, va debutar amb el RCD Espanyol en competicions estatals. Tanmateix, a causa de diverses lesions va retirar-se prematurament als vint-i-dos anys. Llicenciada en comunicació audiovisual, va treballar com a redactora de la secció d'esports del diari Ara i va col·laborar en altres mitjans com la Cadena SER, Televisió de Catalunya, BeIN Sports i Gol Televisión, on va fer de comentarista esportiva de partits de la Lliga espanyola. També ha format part de l'equip tècnic de la Federació Catalana de Futbol i el novembre de 2014 va ser escollida com a seleccionadora de la Selecció femenina de futbol de Catalunya. Amb la selecció catalana va disputar-hi partits contra la selecció del País Basc i Galícia, entre d'altres. El maig de 2020 va fitxar com a entrenadora de la Reial Societat substituint Gonzalo Arconada. A Sant Sebastià, hi va trobar un equip que havia tingut una carrera reeixida en els darrers anys, guanyant la Copa d'Espanya i la Copa del País Basc en dues temporades i mitja, i jugant la final de la Supercopa d'Espanya el febrer del 2020, però a la seva presentació va expressar l'ambició de millorar l'equip. Tal com va reconèixer en una entrevista al diari Berria, considera molt important el basc i l'estudia.
El 2021 va presentar el llibre Les noies juguem a tot!, escrit amb Elisa San Juan i il·lustrat per Roger Zanni. El llibre és una mena d'enciclopèdia de l'esport adreçat als nens. L'any següent va publicar Dones de futbol.